# Sommer-Paralympics 2008/Teilnehmer (Niederlande)
| stlisierte Goldmedaille | stlisierte Silbermedaille | stlisierte Bronzemedaille |
| ----------------------- | ------------------------- | ------------------------- |
| 5                       | 10                        | 7                         |

Die Niederlande nahmen mit 81 Sportlern an den Sommer-Paralympics 2008 im chinesischen Peking teil.
Fahnenträgerin bei der Eröffnungsfeier war die Rollstuhltennisspielerin Esther Vergeer, erfolgreichste Sportlerin die Schwimmerin Mirjam de Koning-Peper mit zwei Gold- und zwei Silbermedaillen.

## Medaillen

### Medaillenspiegel
| Medaillenspiegel Niederlande |                 |                              |                           |                           |        |
| Platz                        | Sportart        | Goldmedaille – Olympiasieger | Silbermedaille – 2. Platz | Bronzemedaille – 3. Platz | Gesamt |
| 1                            | Rollstuhltennis | 2                            | 3                         | 1                         | 6      |
| 2                            | Schwimmen       | 2                            | 2                         | 2                         | 6      |
| 3                            | Leichtathletik  | 1                            | 2                         | -                         | 3      |
| 4                            | Radsport        | -                            | 3                         | -                         | 3      |
| 5                            | Tischtennis     | -                            | -                         | 2                         | 2      |
| 6                            | Judo            | -                            | -                         | 1                         | 1      |
| 6                            | Sitzvolleyball  | -                            | -                         | 1                         | 1      |
| Total                        | Total           | 5                            | 10                        | 7                         | 22     |

## Teilnehmer nach Sportarten

### Bogenschießen
Frauen
- Eliane Salden-Otten

### Fußball (7er Teams)
| Männer |
| --- |
| - Bart Adelaars - Jeffrey Bruinier - Stephan Lokhoff - Joey Mense - Pawel Statema - Johannes Straatman - Johannes Swinkels - Rudy van Breemen - Martijn van der Ven - Hendrikus van Kempen - Thieu van Son - Johannes Vogd |

### Judo
Frauen
- Sanneke Vermeulen, 1×  (Klasse bis 70 kg)

### Leichtathletik
Frauen
- Marijke Mettes
- Annette Roozen, 2×  (100 Meter, Klasse T42; Weitsprung, Klasse F42)
- Marije Smits

Männer
- Pieter Gruijters, 1×  (Speerwerfen, Klasse F55/56)
- Ronald Hertog
- Willem Noorduin
- Jos van der Donk
- Kenny van Weeghel

### Radsport
Frauen
- Laura de Vaan
- Monique van der Vorst, 2×  (Einzelstraßenrennen, Einzelzeitfahren Straße; Klasse HC A/HC B/HC C)

Männer
- Mark Homan
- Alfred Stelleman *
- Jaco Tettelaar *
- Don van der Linden

|* Straßenrennen der Blinden
| Männer Einzelzeitfahren Klasse B&VI 1-3 (Silber ) |
| ------------------------------------------------- |
| - Alfred Stelleman - Jaco Tettelaar               |

### Reiten
Frauen
- Ineke de Groot
- Sabine Peters
- Petra van de Sande
- Sjerstin Vermeulen

### Rollstuhlbasketball
| Frauen |
| --- |
| - Patries Boekhoorn - Sandra Braam - Petra Garnier - Inge Huitzing - Cher Korver - Roos Oosterbaan - Fleur Pieterse - Brenda Ramaekers - Barbara van Bergen - Elsbeth van Oostrom - Carina Versloot - Jitske Visser |

### Rollstuhltennis
Frauen
- Monique de Beer
- Jiske Griffioen *
- Korie Homan *, 1×  (Einzel Offen)
- Dorrie Timmermans-van Hall
- Esther Vergeer *, 1×  (Einzel Offen)
- Sharon Walraven *

Männer
- Robin Ammerlaan, 1×  (Einzel Offen)
- Maikel Scheffers, 1×  (Einzel Offen)
- Eric Stuurman
- Bas van Erp
- Ronald Vink

|* Doppelwettbewerbe
| Frauen Offen (Gold )            | Frauen Offen (Silber )             |
| ------------------------------- | ---------------------------------- |
| - Korie Homan - Sharon Walraven | - Jiske Griffioen - Esther Vergeer |

### Rudern
Frauen
- Joleen Hakker
- Anne van de Staak
- Nienke Vlotman

Männer
- Paul de Jong
- Martin Lauriks

### Schwimmen
Frauen
- Chantal Boonacker, 1×  (100 Meter Rücken, Klasse S7)
- Mirjam de Koning-Peper, 2×  (50 Meter Freistil, 100 Meter Rücken; Klasse S6), 2×  (100 Meter, 400 Meter Freistil; Klasse S6)
- Bernadette Massar
- Mendy Meenderink
- Lisette Teunissen

Männer
- Michel Tielbeke
- Mike van der Zanden, 1×  (100 Meter Schmetterling, Klasse S10)

### Sitzvolleyball
| Frauen (Bronze ) |
| --- |
| - Sanne Bakker - Rika de Vries - Karin Harmsen-Roosen - Paula List - Jolanda Slenter-Weijts - Elvira Stinissen - Josien Ten Thije-Voortman - Karin van der Haar-Kramp - Djoke van Marum - Petra Westerhof |

### Tischtennis
Frauen
- Kelly van Zon, 1×  (Einzel, Klasse 6/7)

Männer
- Nico Blok, 1×  (Einzel, Klasse 6)
- Tonnie Heijnen
- Gerben Last